# Chris Guiliano
Pour les articles homonymes, voir Guiliano.
Chris Guiliano, né le 25 juin 2003 à Douglassville, est un nageur américain.

## Biographie
Chris Guiliano fait partie du relais 4 × 100 m nage libre américain médaillé de bronze aux Championnats du monde de natation 2023 à Fukuoka.

## Palmarès

### Jeux olympiques
- Jeux olympiques d'été de 2024 à Paris ( France) :
  -  Médaille d'or du relais 4 × 100 m nage libre.
  -  Médaille d'argent du relais 4 × 200 m nage libre.

### Championnats du monde en grand bassin
- Championnats du monde 2023 à Fukuoka ( Japon) :
  -  Médaille d'argent du 4 × 100 m nage libre mixte (participe uniquement aux séries).
  -  Médaille de bronze du 4 × 100 m nage libre.
- Championnats du monde 2025 à Singapour :
  -  Médaille d'or du 4 × 100 m nage libre mixte (participe uniquement aux séries).
  -  Médaille de bronze du 4 × 100 m nage libre.